# Maciej Świeszewski
Maciej Świeszewski (ur. 27 czerwca 1950 w Sopocie) – polski malarz, rysownik, profesor Akademii Sztuk Pięknych w Gdańsku.

## Życiorys
Studiował w Państwowej Wyższej Szkole Sztuk Plastycznych (obecnie ASP) w Gdańsku. Dyplom uzyskał w 1976 r. w Pracowni Malarstwa prof. Jacka Żuławskiego. W latach 1990–1993 był dziekanem Wydziału Malarstwa i Grafiki ASP w Gdańsku. Tytuł profesora otrzymał w 1994 r. Od początku lat 90. prowadzi pracownię dyplomującą na macierzystej akademii. Przez ponad trzy dekady dyplom uzyskało w niej kilkuset artystów, m.in. Ewa Juszkiewicz.   
W latach 1997–1998 był zastępcą redaktora naczelnego „Projektu”. Pomiędzy 2003 a 2004 r. sprawował funkcję prezesa Towarzystwa Zachęty Sztuk Pięknych; członek rady programowej Zachęty w Warszawie. W 2004 r. członek rady programowej Instytutu Adama Mickiewicza. W latach 2004-2005 nadzorował grupę kilkunastu studentów, która stworzyła wnętrza Kliniki Pediatrii, Hematologii i Onkologii UCK w Gdańsku. Budowa została sfinansowana przez Fundację "Porozumienie bez barier" ówczesnej pierwszej damy Jolanty Kwaśniewskiej. Pełni funkcję kierownika Katedry Malarstwa w gdańskiej Akademii Sztuk Pięknych. Wiceprezes Fundacji im. Daniela Chodowieckiego, założonej w 1992 r. przez Güntera Grassa i działającej przy Akademie der Künste w Berlinie. Jeden z inicjatorów konkursu Artystyczna Podróż Hestii. W 2024 r. wyszedł z inicjatywą ustanowienia 2025 r. jako Roku Franciszka Duszeńki. Uchwała w tej sprawie została przegłosowana przez Sejm RP w lipcu 2024.   
Prywatnie mąż Ewy Iżyckiej-Świeszewskiej, ojciec Aleksandra i Daniela.  

### Twórczość

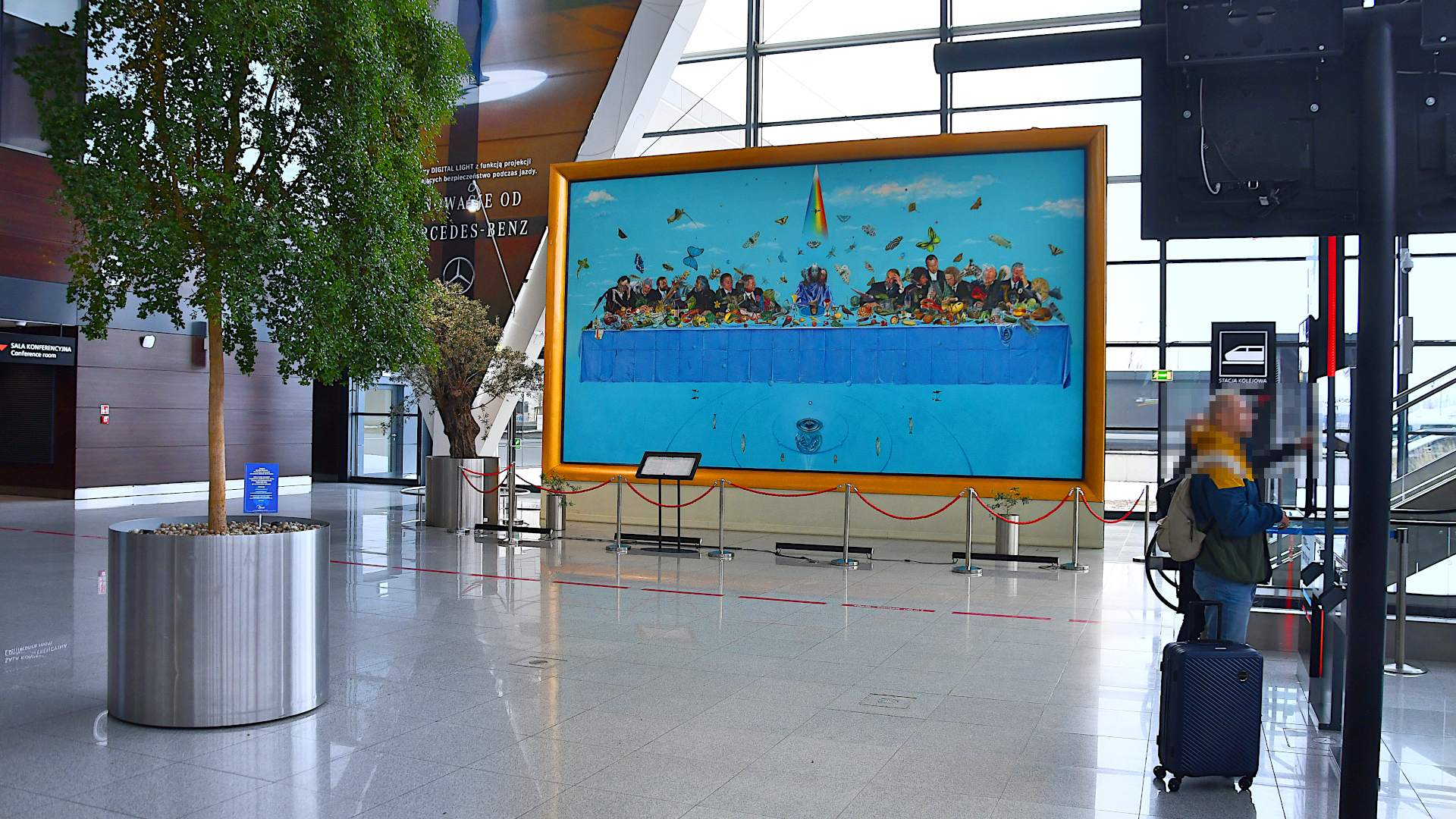
Obraz Ostatnia Wieczerza na gdańskim lotnisku

21 marca 2016 r. na gdańskim lotnisku został odsłonięty jego obraz Ostatnia Wieczerza. Zostali na nim uwiecznieni ludzie kultury i sztuki związani z Gdańskiem, m.in. pisarze Stefan Chwin i Paweł Huelle oraz prof. Jerzy Limon (twórca Gdańskiego Teatru Szekspirowskiego). Obraz stanowił inspirację dla książki Ostatnia Wieczerza Pawła Huelle. W 2022 r. tygodnik „Polityka” uznał obraz za jedno z dziesięciu najważniejszych dzieł sztuki ostatniego trzydziestolecia. 

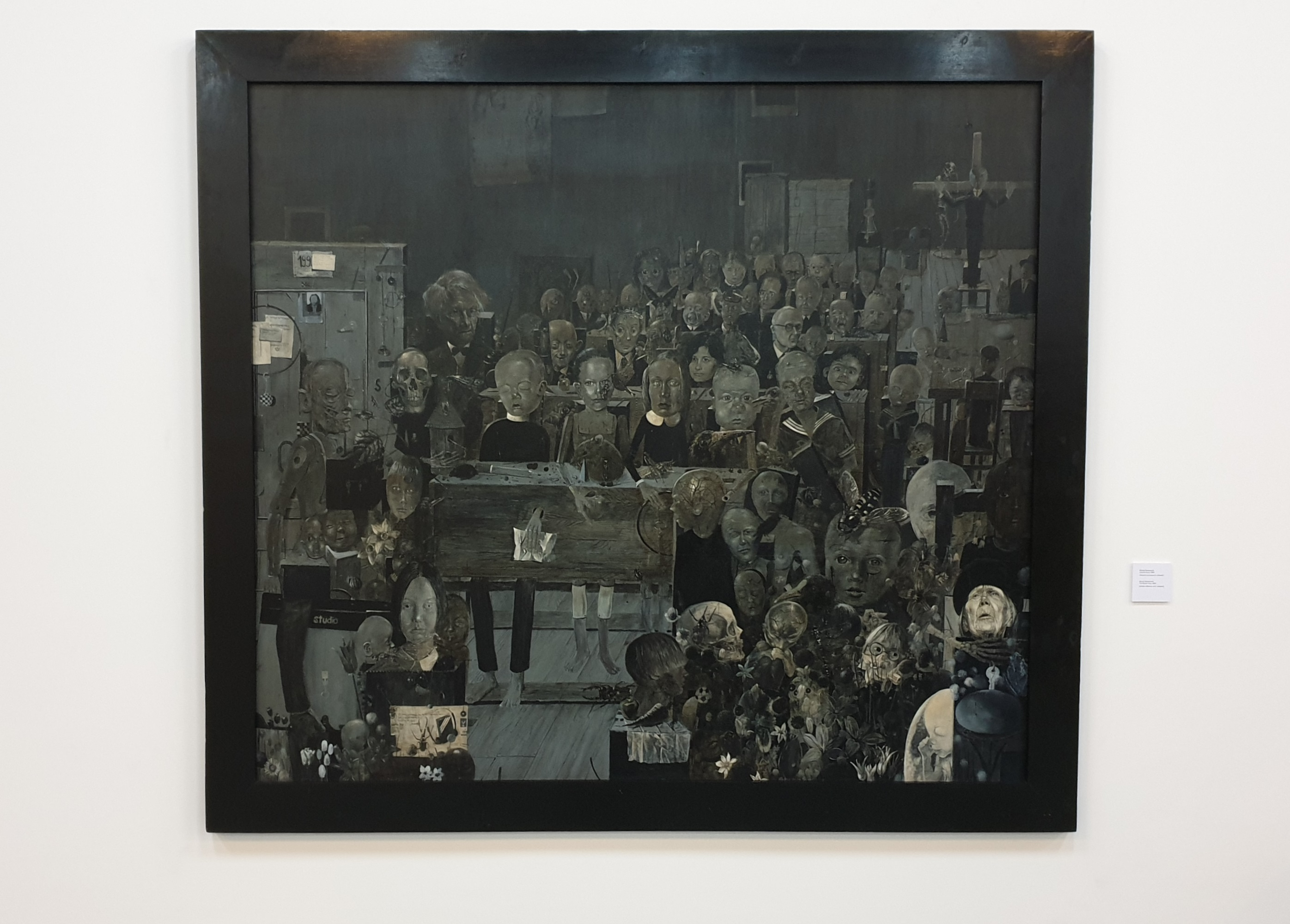
Obraz Umarła Klasa (1989) prezentowany w Cricotece

Malarstwo Świeszewskiego jest surrealistyczne, niekiedy mroczne. Swoją twórczość określa jako „paranoję współczesności”. Wśród twórców, którzy wywarli wpływ na jego sztukę, są m.in. Witkacy, Bronisław Wojciech Linke oraz Tadeusz Kantor. Ostatniemu z wymienionych twórców poświęcił namalowany w 1989 r. obraz Umarła Klasa. W 2021 r. obraz został zaprezentowany w siedzibie Ośrodka Dokumentacji Sztuki Tadeusza Kantora Cricoteka.
Do najbardziej znanych dzieł artysty należy obraz Armenia, poświęcony ludobójstwu Ormian. Praca powstała w 2015 r. i znajduje się w zbiorach Narodowej Galerii Armenii w Erywaniu. W 2021 r. stworzył obraz Lech, który przedstawia głowę Lecha Wałęsy na tle flagi Polski. Praca to wedle słów twórcy „artystyczny protest przeciwko niszczeniu symboli”. W 2022 r. obraz trafił do zbiorów Muzeum Gdańska.

## Wystawy
- 1976 – Wystawa indywidualna malarstwa, rysunku i grafiki, Gdynia
- 1976 – Festiwal Współczesnego Malarstwa Polskiego, Szczecin (nagroda)
- 1977 – Contart, Poznań
- 1977 – Bielska Jesień, Bielsko Biała (nagroda)
- 1977 – Grafika, Heidelberg
- 1977 – Biennale Sztuki Gdańskiej, Gdańsk (medal)
- 1977 – Ogólnopolski Konkurs na Obraz im. Spychalskiego (wyróżnienie)
- 1977 – Grafika roku, Gdańsk (nagroda i wyróżnienie)
- 1977 – Malarstwo Gdańskie, Kilonia
- 1977 – Ogólnopolskie prezentacje młodych (II nagroda, malarstwo)
- 1978 – Współczesna Grafika Polska, Zachęta, Warszawa
- 1978 – Malarstwo, galeria De Polma, Düsseldorf
- 1978 – Międzynarodowe Triennale Rysunku, Wrocław
- 1979 – Wystawa Polskiego Rysunku Współczesnego, PGS Łódź
- 1979 – Biennale Sztuki Gdańskiej (medal, rysunek)
- 1979 – Malarstwo Gdańskie, Szkocja
- 1979 – Malarstwo Gdańskie – Brema
- 1979 – Ogólnopolskie Biennale Młodych, Sopot
- 1980 – Współczesna Grafika Polska- Kair,
- 1980 – Rysunek i Komentarze, Muzeum Sztuki Współczesnej, Radom
- 1980 – Polska '80 Niezależna Polska Sztuka Współczesna, BWA Sopot (nagroda)
- 1984 – Sopockie malarstwo i rzeźba z okazji 70-lecia Sopotu
- 1984 – Malarstwo i rysunek, Londyn
- 1985 – Artyści Polscy w Paryżu, Paryż
- 1985 – Artyści Polscy w Reims, Francja
- 1985 – Artyści Gdańscy, Helsinki
- 1986 – Wystawa Malarstwa i Rysunku, Gdański Kantor Sztuki, Gdańsk, wystawa indywidualna
- 1986 – Rysunek, Siegen, RFN
- 1986 – Malarstwo i rysunek, Frankenthal, RFN
- 1987 – Polska Sztuka Współczesna, Monachium
- 1987 – Malarstwo, rysunek, Swiennenberg, RFN
- 1988 – Wizja i rzeczywistość, Stary Ratusz, Brema, RFN
- 1988 – Polska Sztuka Współczesna, Brema, RFN,
- 1989 – Polska Sztuka Współczesna Charlottenburg Kopenhaga,
- 1990 – Aspekty Surrealizmu, Braam Galerie, Dania
- 1990 – Notoro Sympozjum, Norblin, Warszawa
- 1991 – Inter art'90, Poznań
- 1991 – Miłość i śmierć, Fundacja Sztuki Współczesnej, Galeria Monetti, Warszawa
- 1991 – Polskie Malarstwo lat 80. Hausdornbush, Frankfurt nad Menem
- 1991 – Malarstwo Polskie lat 80. Galeria Dorota Kabiesz, Düsseldorf
- 1991 – Malarstwo Polskie, Dülmen
- 1991 – Notoro Sympozjum, Orońsko
- 1992 – Pro Arte Sacra, Bruksela
- 1993 – XIV Chicago International Art Exposition
- 1993 – Artyści Sopotu, Galeria Triada, Sopot
- 1993 – Malarstwo (wystawa indywidualna), kościół św. Bartłomieja, Gdańsk
- 1993 – Rysunki z Polski, Radford, USA
- 1993 – Rysunki z Polski, Nowy Jork, USA
- 1993 – Biblia w Malarstwie, Muzeum Narodowe, Gdańsk
- 1993 – Dotyk i pieszczota, Kunstseminar, Metzinger
- 1997 – Figura Polska, Sclump Gallery, Johnson City, USA
- 1997 – Contemporary Gdańsk Artist, Chicago USA
- 1997 – 1998 – Małe Rysunki – Polski Rysunek Współczesny, Pałac Opatów w Gdańsku, 1997 r.; BWA Olsztyn, 1997 r.; BWA Słupsk, 1998 r.
- 1998 – Wystawa z okazji 50-lecia ASP w Gdańsku, ASP Gdańsk
- 1998 – Polska Sztuka Współczesna, Museum of Art African Windows, Pretoria
- 1998 – Ośmiu z Gdańska, 1112 Gallery, Chicago, USA
- 1998 – Radford University, Malarstwo
- 1998 – Sztuka Sopotu, PGS Sopot
- 2000 – Dekonstrukcjoniści, Pałac Opatów
- 2000 – Dekonstrukcjoniści, BWA Bydgoszcz
- 2000 – Małe Rysunki – Polski Rysunek Współczesny, Muzeum Okręgowe w Radomiu
- 2000 – Sztuka Sopotu, Sztokholm
- 2001 – Wystawa z okazji 50-lecia ASP w Gdańsku, ASP Gdańsk
- 2002 – Obrazy śmierci we współczesnym malarstwie polskim, Muzeum Narodowe, Szczecin
- 2003 – Centrum Sztuki Współczesnej „Łaźnia”, Gdańsk
- 2004 – Wystawa Indywidualna Ecce Homo – PGS Sopot, malarstwo i rysunek
- 2005 – Muzeum Narodowe Gdańsk – 25 lat Solidarności
- 2005 – Wystawa obrazu „Ostatnia Wieczerza”, kościół św. Jana, Gdańsk
- 2006 – W stronę Schulza, Praga
- 2006 – Wystawa indywidualna rysunku, Teatr Witkacego, Zakopane
- 2006 – Realizacja Szpitala Onkologii w AM w Gdańsku
- 2010 – Muzeum Sztuki Zachodniej i Wschodniej, Lwowska Galeria Sztuki
- 2011 – Królewskie Muzea Sztuki i Historii. Muzeum Cinquantenaire, Bruksela
- 2014 – Kosmopolityczne Tradycje Pomorza, PGS Sopot
- 2015 – Wystawa indywidualna, Narodowa Galeria Armenii, Erywań
- 2016 – Salon Odrzuconych, PGS Sopot
- 2017 – Maciej Świeszewski – Rysunek, Centrum Sztuki Współczesnej „Łaźnia” 2, Gdańsk
- 2018 – Sindrome de Moebius, Museo Nahim Isaias, Guayaquil[16]
- 2019 – Nazywam się Czerwień, PGS Sopot
- 2021 – Hortus Linearis, Galeria Piekary, Poznań[16]
- 2021 – Wpół do jutra, Cricoteka, Kraków[16]
- 2021 – My i psy, psy i my, PGS Sopot[16]
- 2022 – Kolor i zmysły, BWA Olsztyn
- 2024 - Po tamtej stronie, Galeria Piekary, Poznań[17]
- 2024 - W labiryncie, Pinakoteka, Gdańsk[18]

## Odznaczenia
- Srebrny Medal „Zasłużony Kulturze Gloria Artis” (8 grudnia 2020)[19]
- Medal św. Wojciecha (2012)[20]

## Nagrody i wyróżnienia
- Nagroda Prezydenta Miasta Gdańska w Dziedzinie Kultury za całokształt pracy artystycznej (2003)[21]
- Nagroda Artystyczna Gdańskiego Towarzystwa Przyjaciół Sztuki (2004)[9]
- Nagroda im. Kazimierza Ostrowskiego (2006)[9]
- Nagroda Totus Tuus (2006)
- Nagroda Prezydenta Miasta Gdańska w Dziedzinie Kultury za liczne obrazy, rysunki, grafiki i akwarele, za wielką pasję do książek i podróży oraz z okazji jubileuszu 40-lecia pracy artystycznej i dydaktycznej (2015)[21]
- Nagroda Prezydenta Miasta Gdańska w Dziedzinie Kultury z okazji jubileuszu 40-lecia pracy twórczej (2016)[21]
- Wielka Pomorska Nagroda Artystyczna za całokształt twórczości artystycznej (2019)[22]